# ロックフォードレコード
ロックフォードレコード（RockFord Records）は、東京都中野区に本社を置く日本の音楽制作スタジオ、音楽出版社。
岡平健治(19、3B LAB.☆S)により設立。
音楽スタジオ、ライブハウス「MELODIA Tokyo」、バー「星屑と三日月」の経営も行っている。

## 沿革
- 2010年2月1日 - 設立。
- 2013年2月 - ライブハウスMELODIATokyoをオープン。
- 2014年12月 - Music Bar 星屑と三日月をオープン。

## 所属アーティスト
- 3B LAB.☆S - ミュージシャン
- DRAPHIC - デザイナー